# Brynica (Miasteczko Śląskie)
Brynica (niem. Brinitz) – część miasta, sołectwo gminy miejskiej Miasteczko Śląskie od 1 stycznia 1973. Znajduje się tu kościół parafialny pw. św. Apostołów Piotra i Pawła. Przez sołectwo przebiega rzeka Brynica.
W latach 1973–75 i od 30 grudnia 1994 w granicach Miasteczko Śląskiego. W latach 1975–1994 w granicach Tarnowskich Gór.
Brynica znana jest z charakterystycznego obrzędu topienia marzanny.